# Anna Dünnebier
Anna Dünnebier (* 21. Januar 1944 in Stuhm) ist eine deutsche Schriftstellerin.

## Leben
Anna Dünnebier ist die Tochter des Juristen Hanns Dünnebier (1907–1995) und seiner Ehefrau Hildegard geb. Freytag (1914–2004). Sie wuchs in Bremen auf, studierte Germanistik und Anglistik in Berlin und London und schloss dieses Studium 1970 mit dem Magistergrad ab. Anschließend war sie als Rundfunkjournalistin tätig und unternahm Reisen u. a. in den Nahen Osten, nach Indien und Afrika. Von 1975 bis 1989 lieferte sie als Autorin und Regisseurin Filme für Radio Bremen, den Süddeutschen Rundfunk und das Zweite Deutsche Fernsehen. Anna Dünnebier, die seit 1989 als freie Schriftstellerin in Köln lebt, war Mitglied des Rundfunkrates des Westdeutschen Rundfunks und des Aufsichtsrates der Filmstiftung NRW.
Anna Dünnebier ist Verfasserin von Romanen, Erzählungen, Hörspielen und Sachbüchern.
Sie ist Mitglied des Verbandes Deutscher Schriftsteller, dessen nordrhein-westfälische Landesvorsitzende sie von 1998 bis 2006 war, sowie der Literarischen Gesellschaft Köln. Sie gehört auch dem Verwaltungsrat der Verwertungsgesellschaft Wort an.
1968 war sie Trägerin des Kurt-Magnus-Preises der ARD; 1971 erhielt sie bei den Kurzfilmtagen in Oberhausen einen Preis für ihren Kurzspielfilm Der Berlinfresser nach ihrer gleichnamigen Erzählung.
Dünnebier war von 1975 bis zu dessen Tod am 1. August 2014 mit dem Journalisten und Autor Gert von Paczensky verheiratet.
Im Februar 2023 war Dünnebier Erstunterzeichnerin einer von Sahra Wagenknecht und Alice Schwarzer initiierten Petition (Manifest für Frieden), die zum Ende der militärischen Unterstützung der Ukraine im Zuge des Russischen Überfalls auf die Ukraine aufruft.

## Werke
- Der Berlinfresser, Berlin 1970[2]
- Die Schlacht, Berlin 1971[4]
- Aktuelles Bremen-ABC, Fischerhude 1981 (zusammen mit Gert von Paczensky)
- Lindhoops Frau, München 1981
- Eva und die Fälscher, Frankfurt am Main 1989
- Der Quotenmann, Frankfurt am Main 1993
- Leere Töpfe, volle Töpfe, München 1994 (zusammen mit Gert von Paczensky)
- Adieu, ihr Helden, Düsseldorf 1996
- Kulturgeschichte des Essens und Trinkens. Goldmann, München 1997 (zusammen mit Gert von Paczensky) ISBN 3-442-72192-X[5]
- Das bewegte Leben der Alice Schwarzer, Köln 1998 (zusammen mit Gert von Paczensky) ISBN 3-462-02735-2
- Wo Frankreich am besten ißt, Weil der Stadt 1998 (zusammen mit Gert von Paczensky) ISBN 3-7750-0310-X
- Schutt und Liebe, Berlin 1999 ISBN 3-548-30436-2
- Die Rebellion ist eine Frau, Kreuzlingen [u. a.] 2002 (zusammen mit Ursula Scheu) ISBN 3-7205-2294-6

## Herausgeberschaft
- Mein Genie, Frankfurt am Main 1993